# Henrik Bródy
 (janvier 2020).
Henrik Bródy  (en allemand Heinrich Brody ; en hébreu Haim Brody ; né le 21 mai 1868 à Ungvár dans le royaume de Hongrie, maintenant Oujhorod en Ukraine, et décédé le 7 mai 1942 à Jérusalem en Palestine mandataire) est un rabbin, critique littéraire et éditeur hongrois (tchécoslovaque après 1918).

## Biographie
Henrik Bródy est un descendant du rabbin de Bohême Abraham Broda (1640-1717,), son grand-père maternel est le talmudiste Shlomo Ganzfried (1804-1886) et son père le juge rabbinique Solomon Zalman Bródy (1835-1917). En 1899, il épouse Esther Ehrenfeld, la fille du grand-rabbin de Prague Nathan Ehrenfeld.
Après avoir fréquenté l'école de sa ville natale, Bródy étudie aux collèges rabbiniques de Tolcsva, puis de Preßburg (maintenant Bratislava) et plus tard au Séminaire rabbinique Hildesheimer et à l'université Humboldt de Berlin où il obtient un doctorat en 1894. Brody est passionné par l'étude sur la langue et la littérature hébraïque.

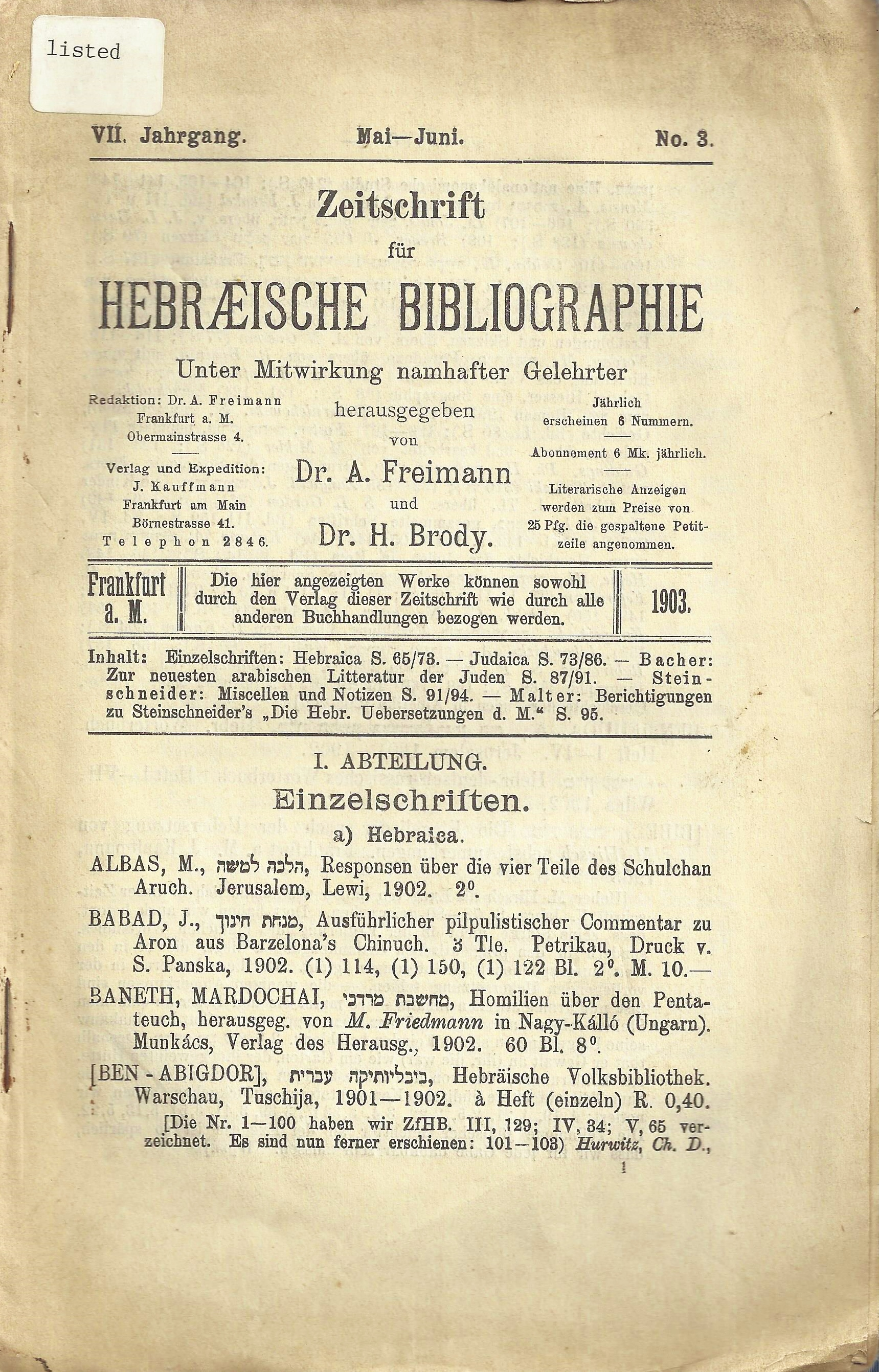
Exemplaire du Zeitschrift für Hebräische Bibliographie

Il est pendant un certain temps secrétaire de la société littéraire Mekiẓe Nirdamim crée en 1864 à Lyck en province de Prusse, spécialisée dans la publication de livres anciens et de manuscrits en hébreu, et en 1896, fonde le Zeitschrift für Hebräische Bibliographie, journal dont il sera le coéditeur avec Aron Freimann.
En 1898, Bródy est nommé rabbin de la communauté juive de Nachod (maintenant Náchod en République tchèque), où il s'ouvre au sionisme et préside l'organisation religieuse sioniste Mizrahi. En 1905, Bródy s'installe à Prague et dirige l'école talmudique, avant de devenir en 1912, grand-rabbin de Prague, poste qu'il va occuper jusqu'à sa démission en 1930 . En 1930, il se rend à Berlin pour diriger l'Institut d'étude de la poésie hébraïque fondé par Salman Schocken. En raison de l'arrivée au pouvoir des nazis en Allemagne, l'institut est transféré en 1933 à Jérusalem, où Bródy s'installe en 1934. Il meurt en 1942 et est enterré au cimetière juif du Mont des Oliviers.
Le domaine de recherche de Bródy est la poésie hébraïque médiévale et les poèmes liturgiques séfarades (Piyyoutim) récités ou chantés pendant les offices juifs. À la suite de ses études, Bródy publie les œuvres de poètes hébreux médiévaux importants, comme par exemple Salomon ibn Gabirol, Samuel ibn Nagrela ou Moïse ibn Ezra. En 1922, dans la série de livres en langue étrangère de la maison d'édition Insel Bibliotheca Mundi, supervisée par Stefan Zweig, il édite une anthologie en hébreu de vers spirituels médiévaux des Juifs expulsés d'Espagne en 1492.

## Œuvres (liste partielle)
Bródy est l'auteur ou l'éditeur des ouvrages suivants :  
- Hebräische Prosodie von Immanuel Frances, mit Einleitung und Anmerkungen, Cracovie, 1892.
- Haschlamah zum Talm. Tractat Berachot, de R. Meschullam b. Mose, Berlin, 1893.
- Beiträge zu Salomo da-Piera's Leben und Wirken, Berlin, 1893.
- Toledot Dr. David Cassel, Cracovie, 1893.
- Ein Dialog von Immanuel Frances, Cracovie, 1893.
- Offener Brief an Herrn Prof. M. Hartmann, Berlin, 1894.
- Literarhistor. Mitteilungen, Cracovie, 1894, chap. 1.
- (de) « Studien zu den Dichtungen Yehuda ha-Levi's », dans Ueber die Metra der Versgedichte, Berlin, Wentworth Press, 1895 (ISBN 0341521272 et 978-0341521273).
- Zehn Gedichte aus dem Dîwân Moses ibn Esra, Leipzig, 1896.
- (he) Henrik Bródy, « Der Dîwân des Yehuda ha-Levi », dans Diwan, vol. I, 1894–1901 (réimpr. 2012) (ASIN B009UDCMJA).
- Weltliche Gedichte des Abu' Ajjub Soleiman b. Yahja (Solomon) ibn Gabirol, Berlin, 1897–1898, chap. 1-2.
- Arnold B. Ehrlichs, Mikra ki-Peschuto Kritisch Beleuchtet, Cracovie, 1902.
- Mikra Kodesch, 1902.

Il publie aussi en 1898 Widerspricht der Zionismus Unserer Religion? (Le sionisme contredit-il notre religion?) sous le nom d'emprunt Dr. H. Salomonsohn et contribue aussi à différentes revues juives: Ha-Maggid; Israelitische Monatsschrift; Magazin für die Wissenschaft des Judenthums; Monatsschrift für Geschichte und Literatur des Judenthums; Allgemeine Zeitung des Judenthums; Évkönyv; Ha-Eshkol; Hashiloah etc….